# Jean-Baptiste Évariste Marie Pricot de Sainte-Marie
Pour les articles homonymes, voir Pricot de Sainte-Marie.
Jean-Baptiste Évariste Marie Pricot de Sainte-Marie, né le 11 septembre 1810 à Bayonne et décédé le 24 octobre 1872 à Brantôme, est un militaire et géographe français. 
Par ses explorations, il est l'un des pionniers de la géographie dans la régence de Tunis indépendante. Il est le père de Jean-Baptiste Évariste Charles Pricot de Sainte-Marie, l'un des pionniers de l'archéologie en Tunisie.

## Carrière militaire et honneurs

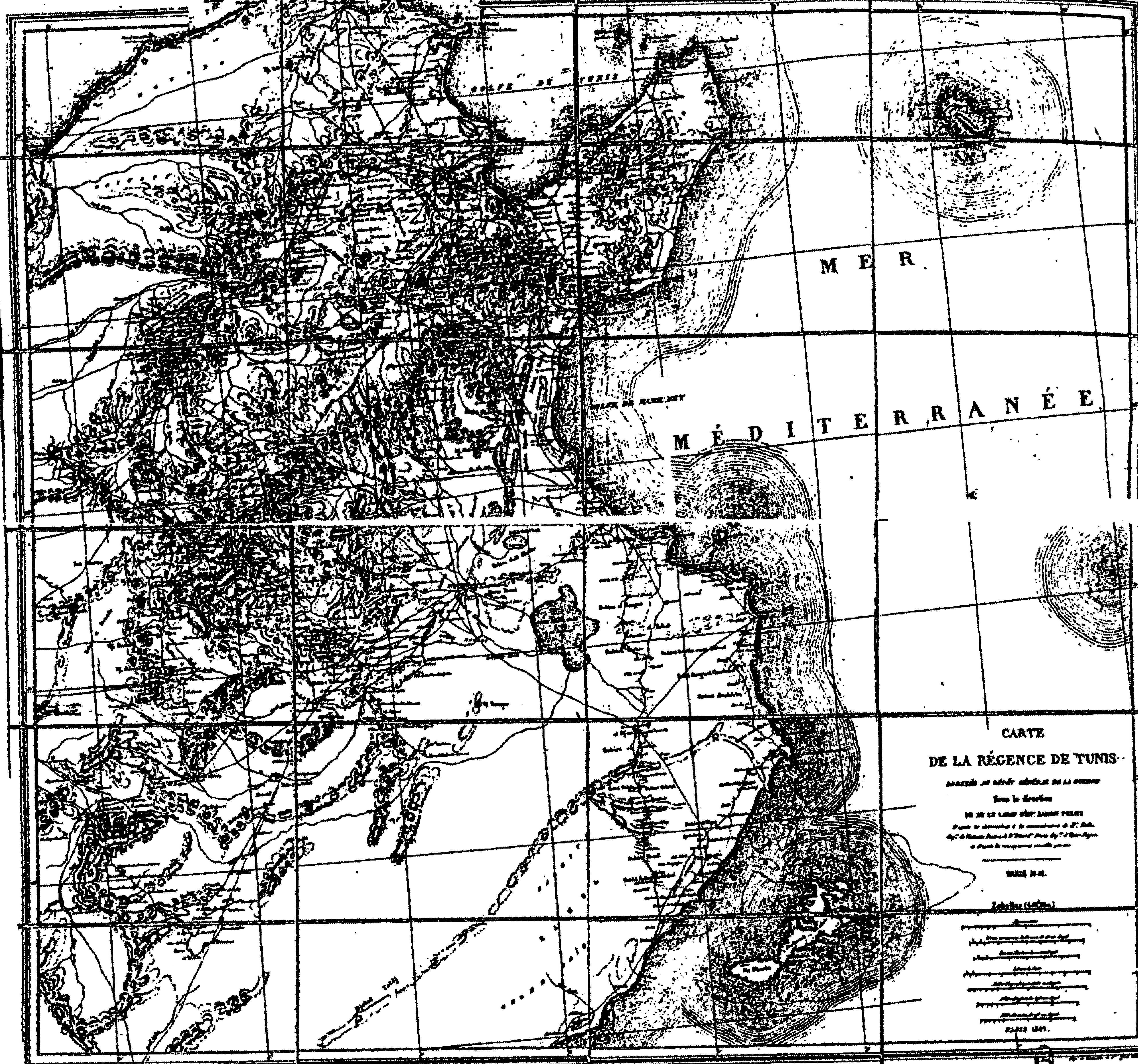
Plan de la Régence, édition de 1847.

Après des études à l'École spéciale militaire de Saint-Cyr, il est affecté en Algérie (1834-1838) et détaché en Tunisie à plusieurs reprises.
- 1839-1840 : membre de la commission des recherches et explorations scientifiques en Algérie ;
- postes à Paris (dont celui de capitaine) ;
- membre de la Société de géographie en 1843 ;
- proche d'Ahmed Ier Bey par sa connaissance de la langue arabe ;
- officier de la Légion d'honneur en 1860.

## Explorations et voyages
Pricot de Sainte-Marie effectue de longs voyages en Tunisie en 1837, avec pour mission d'en lever la carte, au service du bey de Tunis mais avec l'accord de la France. L'une de ses missions consiste à délimiter la frontière entre l'Algérie et la Tunisie, la première ayant été conquise pour partie en 1830 ; la carte éditée en 1842 est à l'échelle 1/400000e et représente le nord de la Tunisie jusqu'à la région de Sfax.
En 1843, il est envoyé pour compléter cette carte, ce voyage se réalisant dans des conditions rocambolesques et parfois dangereuses. Ses explorations se poursuivent jusqu'en 1847.
Outre des travaux liés à la géographie, il s'intéresse aux antiquités des contrées traversées, effectuant de ce fait une première « exploration archéologique extensive de la Tunisie »
Rappelé à Paris en 1848, il cesse de travailler, ses voyages l'ayant éprouvé physiquement. Il est placé en invalidité en 1866.

## Publications
- Carte de la régence de Tunis publiée en collaboration avec Christian Tuxen Falbe[2] en 1842 puis 1857.